# ボルゾーバー男爵

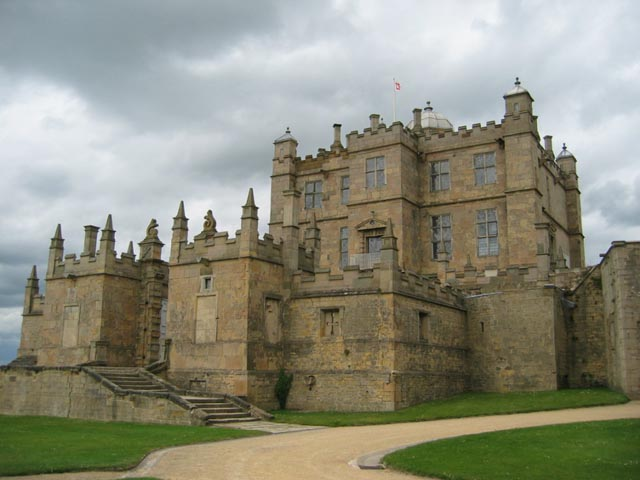
ボルゾーバー城
一族のかつての居城であり、爵位の領地指定部分にも含まれている。第一級国定建造物。

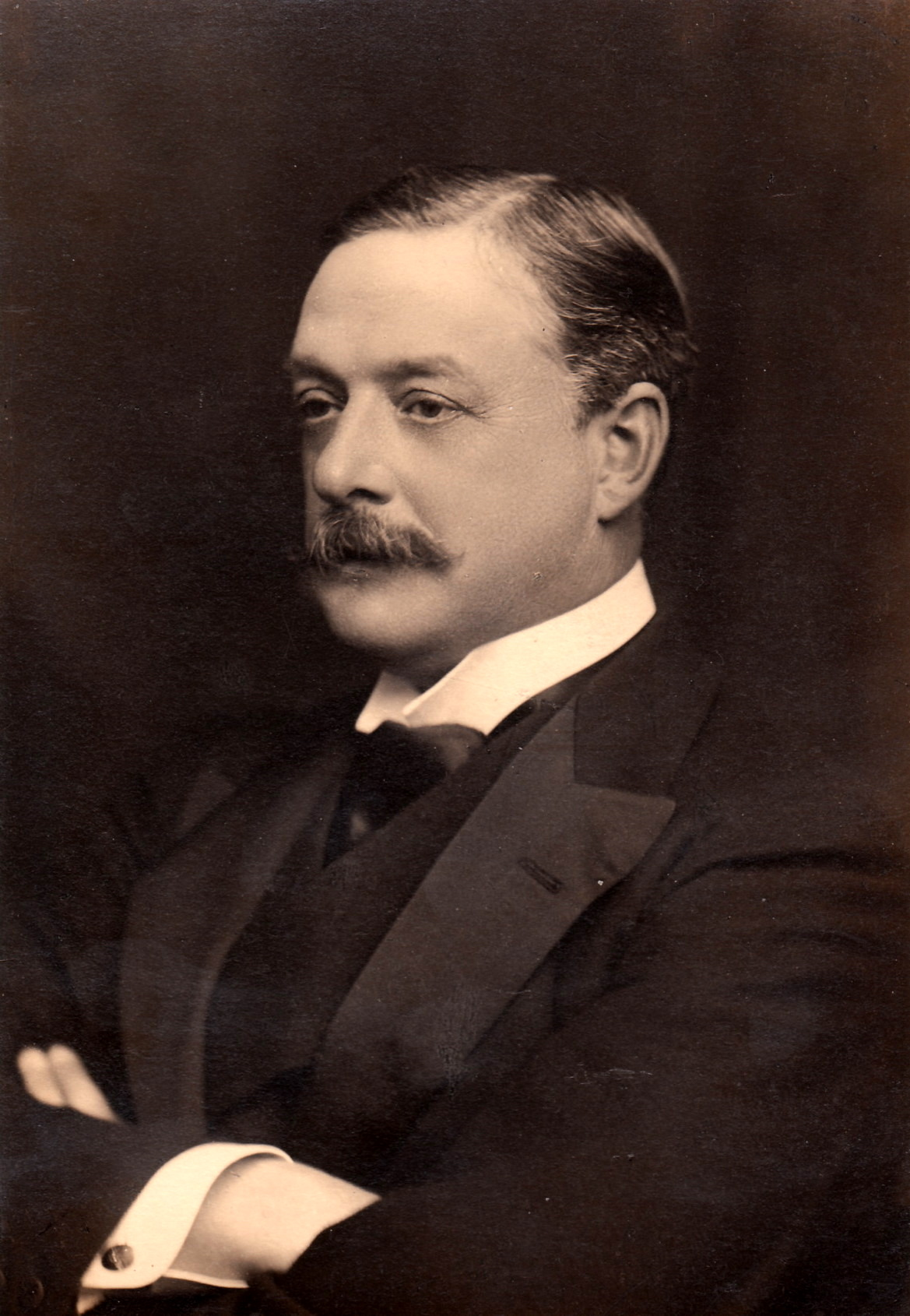
2代男爵ウィリアム。枢密顧問官や主馬頭を歴任した。

ボルゾーバー男爵(英: Baron Bolsover)は、かつて存在したイギリスの男爵位。ポートランド公爵家の分家筋として創設されたが、公爵位に先んじて1977年に廃絶した。

## 歴史
チャールズ・ベンティンク卿(1780-1826)は王室出納長官を務めた政治家で、エリザベス2世の高祖父にあたる人物である。彼はポートランド公爵家出身で、第3代ポートランド公爵ウィリアム・キャヴェンディッシュ=ベンティンクの三男にあたる。
その次男アーサー(1819-1877)は生涯で2度結婚をしており、彼の後妻オーガスタに対して授けられた爵位が本爵位である。
すなわち、オーガスタ・ブラウン(1834-1893)は1880年4月23日に連合王国貴族としてダービー州ボルゾーバー城のボルゾーバー女男爵(Baroness Bolsover, of Bolsover Castle in the County of Derby)に叙されている。叙爵時には既に夫アーサー・ベンティンク卿は亡くなっていたが、この爵位には特殊な特別継承権が付されており、『オーガスタ亡きあとの相続権者は亡夫の男子とする』と規定されていた。そのため1893年に彼女が没すると、特別継承権に基づいてオーガスタの継子にあたるウィリアムが爵位を相続している。
2代男爵ウィリアム(1857-1943)は襲爵前に第5代ポートランド公爵ジョン・ベンティンクの死去に伴ってポートランド公爵位(及びポートランド伯爵)を相続していたため、ボルゾーバー男爵位はこれ以降、公爵位の従属爵位となった。
しかしながら、彼の跡を継いだ3代男爵ウィリアム(1893-1977)には男子がなかったため、同人の死をもってボルゾーバー男爵位は廃絶した。他方、ポートランド公爵位と伯爵位は親族に継承されて存続したものの、公爵位は1990年に廃絶している。残る一族最古のポートランド伯爵位のみは現在もベンティンク家によって脈々と受け継がれており、その名跡を保っている。
かつての一族の邸宅は、ダービー州ボルゾーバー近郊に位置するボルゾーバー城。

## ボルゾーバー男爵(1880年)
- 初代ボルゾーバー女男爵オーガスタ・キャヴェンディッシュ=ベンティンク (1834–1893)
- 第2代ボルゾーバー男爵ウィリアム・ジョン・アーサー・チャールズ・ジェームズ・キャヴェンディッシュ=ベンティンク (1857–1943)
- 第3代ボルゾーバー男爵ウィリアム・アーサー・ヘンリー・キャヴェンディッシュ=ベンティンク（英語版） (1893–1977) (1977年にボルゾーバー男爵位廃絶)

### 註釈
1. ↑  彼女はキルメイン男爵家の出身で、第2代キルメイン男爵ジェームズ・ブラウンの娘にあたる[4]。同男爵家はスライゴ侯爵家（英語版）を親族とするブラウン家の一族である。
2. ↑  特別継承規定によれば、亡夫の先妻エリザベス・ホーキンス=ウィストシェッド(?-1858)の子(すなわちオーガスタの継息子)に対して、優先的に継承が認められているきわめて特殊な爵位継承方法を採るものである。